# Michel Coiffard

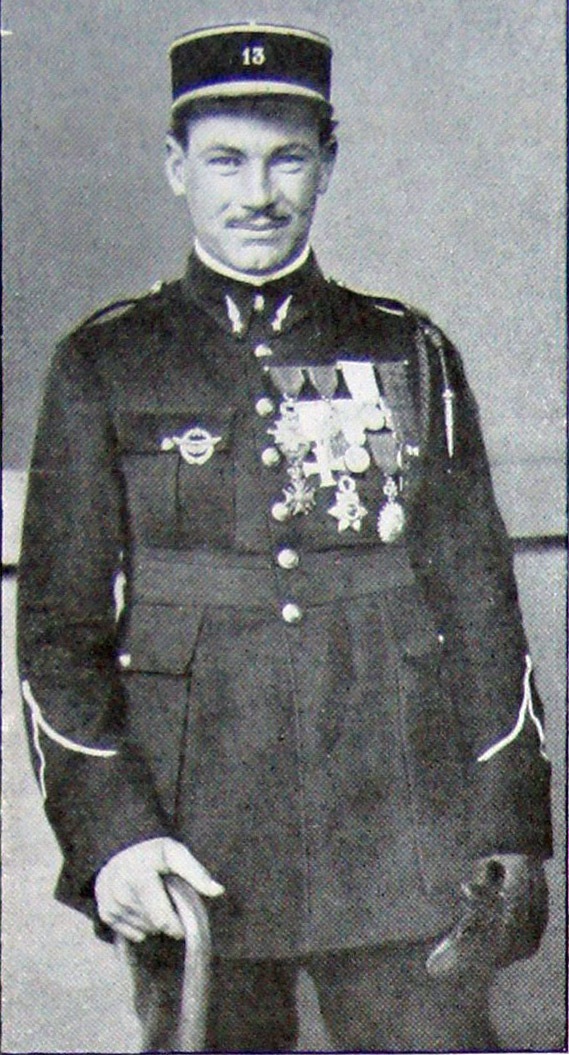
Michel Coiffard (1918)

Michel Joseph Callixte Marie Coiffard (* 16. Juli 1892 in Nantes; † 29. Oktober 1918 bei Bergnicourt in den Ardennen) gehörte zu den erfolgreichsten französischen Jagdfliegern des Ersten Weltkriegs.

## Leben
Coiffard war zunächst Infanterist beim 13. Bataillon der Jäger zu Fuß. Nach mehrmaliger Belobigung wegen Tapferkeit vor dem Feind kam er wegen seiner mehrfachen Verwundungen zu einer Artillerieeinheit, wurde frontuntauglich geschrieben und bewarb sich daraufhin bei der Aviation militaire.
Am 4. Januar 1917 wurde sein Gesuch genehmigt. In den ersten vier Monaten 1917 absolvierte Coiffard seine Ausbildung zum Piloten und wurde am 28. Juni 1917 zur Escadrille N154 versetzt. Am 5. September 1917 erzielte er seinen ersten Luftsieg gegen ein deutsches Albatros-Aufklärungsflugzeug, das über Catelet in der Nähe von Saint-Quentin Luftbilder aufnahm.
Am 19. November wurde Coiffard zum Unterleutnant befördert.
Am 3. Januar 1918 war Coiffard aufgrund eines Aufklärungsauftrags über Saint-Quentin unterwegs, als er auf drei feindliche Pfalz-Jagdflugzeuge stieß. Coiffard schoss eines davon ab, musste dann aber mit Motorschaden auf französischer Seite notlanden. Nach einem erneuten Luftsieg wurde er am 2. Februar zum Ritter der Ehrenlegion ernannt.
Bekannt wurde Coiffard vor allem als erfolgreichster französischer Ballonspezialist. Im Juni 1918 war die Escadrille N 154 in der Nähe von Reims stationiert. Hier begann Coiffard sich auf Ballons zu spezialisieren: Allein in den Monaten Juni und Juli 1918 schoss er an acht Flugtagen fünf Fesselballons ab. Im Juli wurde Coiffard Staffelführer der Escadrille, nunmehr in SPA 154 umbenannt, denn die veralteten Nieuports waren durch modernere Spad-Jagdflugzeuge ersetzt worden. Coiffards Spad erhielt den Namenszug „Valentine“.
Ende Juli hatte er es auf insgesamt 17 Abschüsse gebracht, acht weitere kamen im August und sechs im September hinzu.
Doch dann verließ ihn das Glück. Am 15. September 1918 versuchte Coiffard vergeblich bei Brimont einen Fesselballon anzugreifen, kam aber nicht gegen das heftige Flak-Feuer durch.
Am 28. Oktober hat die SPA 154 den Auftrag, einem Salmson-Aufklärungsflugzeug Begleitschutz zu geben. Als ihr eine der gefürchteten Fokker D.VII in die Quere kommt, gibt Coiffard das Angriffssignal, das aber nur sein Kamerad Condemine bemerkt. Die beiden Franzosen geraten in einen heftigen Luftkampf mit zirka 20 deutschen Fliegern und werden dabei über die feindlichen Linien getrieben. Beiden Fliegern gelingt der Abschuss einer feindlichen Maschine, aber Coiffard, mit Bauchschuss schwer verwundet, erreicht nur mit Mühe die eigenen Linien und wird sofort ins Lazarett N° 5 des I. Kolonialkorps in Bergnicourt gebracht, erliegt aber am 29. Oktober 1918 seinen Verletzungen.
Coiffards Abschussliste umfasste 26 Ballons (24 Abschüsse davon teilte er zusammen mit anderen Jagdfliegern) und 8 Flugzeuge (2 geteilt mit anderen). Damit stand er am sechsten Platz aller französischen Jagdflieger des Krieges.
Coiffard, der mit der Militärmedaille und dem Croix de guerre ausgezeichnet wurde und zum Ritter, später zum Offizier der Ehrenlegion ernannt wurde, ruht auf dem französischen Heldenfriedhof in Sommepy-Tahure (Marne); Grab Nr. 1027.